# Bindernheim
Bindernheim település Franciaországban, Bas-Rhin megyében. Lakosainak száma 1051 fő (2022. január 1.). Bindernheim Wittisheim, Diebolsheim, Friesenheim, Hilsenheim és Witternheim községekkel határos.

## Népesség
A település népességének változása:
| Lakosok száma | 978  | 1017 | 1035 | 1032 | 1040 | 1040 | 1044 | 1048 | 1051 |
|               | 2013 | 2015 | 2016 | 2017 | 2018 | 2019 | 2020 | 2021 | 2022 |